# Célula progenitora

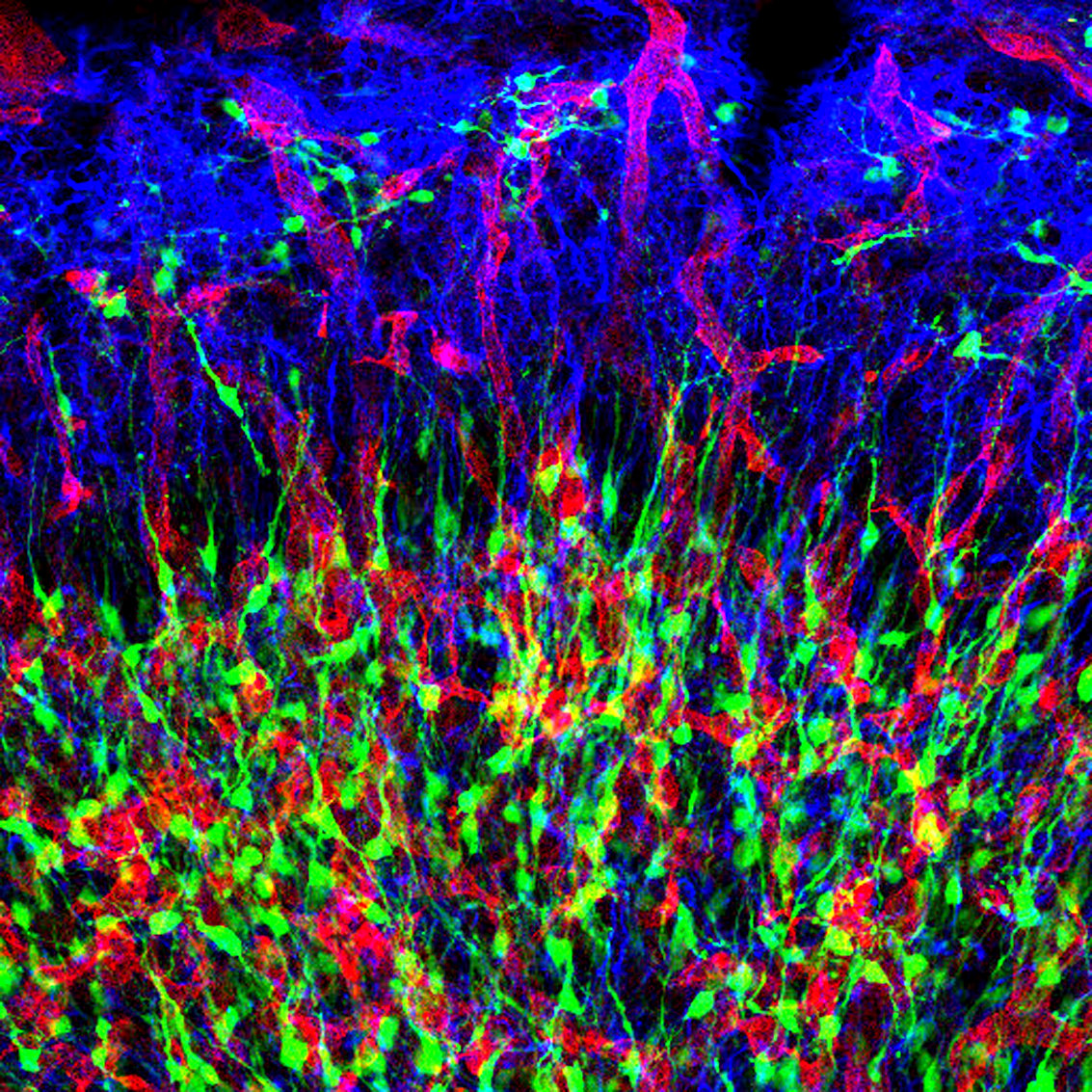
Progenitores neurais (verde) no bulbo olfatório com astrócitos (azul)

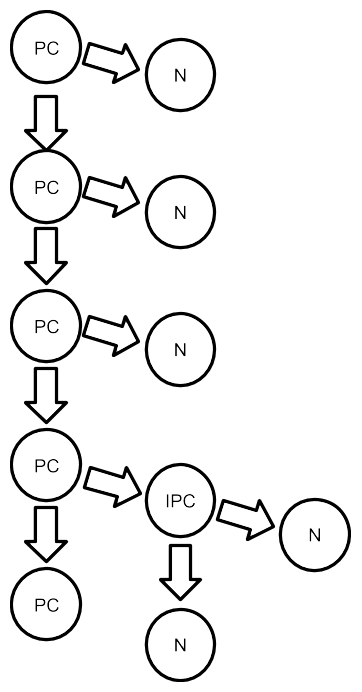
Exemplo do padrão de divisão de uma célula progenitora (PC) que resulta na produção de uma célula progenitora intermediária (IPC). Posteriormente, ambas as células produzem uma ou duas células neurais (N)

Uma célula progenitora é uma célula biológica que pode se diferenciar em um tipo específico de célula. As células-tronco e as células progenitoras têm essa capacidade em comum. No entanto, as células-tronco são menos especificadas que as células progenitoras. As células progenitoras só podem se diferenciar em seu tipo de célula “alvo”. A diferença mais importante entre células-tronco e células progenitoras é que as células-tronco podem se replicar indefinidamente, enquanto as células progenitoras podem se dividir apenas um número limitado de vezes. A controvérsia sobre a definição exata permanece e o conceito ainda está evoluindo.
Os termos "célula progenitora" e "célula-tronco" às vezes são equiparados.

## Pesquisa
As células progenitoras tornaram-se um centro de pesquisa em algumas frentes diferentes. A pesquisa atual sobre células progenitoras concentra-se em duas aplicações diferentes: medicina regenerativa e biologia do câncer. A investigação em medicina regenerativa centrou-se nas células progenitoras e nas células estaminais, porque a sua senescência celular contribui largamente para o processo de envelhecimento. A investigação sobre a biologia do câncer centra-se no impacto das células progenitoras nas respostas ao cancro e na forma como estas células se ligam à resposta imunitária.
O envelhecimento natural das células, denominado senescência celular, é um dos principais contribuintes para o envelhecimento a nível do organismo. Existem algumas ideias diferentes sobre a causa do envelhecimento a nível celular. Foi demonstrado que o comprimento dos telômeros se correlaciona positivamente com a longevidade. O aumento da circulação de células progenitoras no corpo também se correlacionou positivamente com o aumento da longevidade e dos processos regenerativos. As células progenitoras endoteliais (CPEs) são um dos principais focos deste campo. São células valiosas porque precedem diretamente as células endoteliais, mas possuem características de células-tronco. Essas células podem produzir células diferenciadas para repor o suprimento perdido no processo natural de envelhecimento, o que as torna alvo de pesquisas sobre terapia do envelhecimento.
Estudos recentes demonstraram que as células progenitoras hematopoiéticas contribuem para as respostas imunitárias do corpo. Foi demonstrado que eles respondem a uma série de citocinas inflamatórias. Contribuem também para combater infecções, proporcionando uma renovação dos recursos esgotados causados pelo stress de uma infecção no sistema imunitário. As citocinas inflamatórias e outros fatores liberados durante as infecções ativarão as células progenitoras hematopoiéticas para se diferenciarem e reporem os recursos perdidos.

## Exemplos
A caracterização ou o princípio definidor das células progenitoras, a fim de separá-las das demais, baseia-se nos diferentes marcadores celulares e não na sua aparência morfológica.
- Células satélites encontradas nos músculos . Eles desempenham um papel importante na diferenciação das células musculares e na recuperação de lesões.
- Células progenitoras intermediárias formadas na zona subventricular.[13] Alguns desses progenitores neurais amplificadores de trânsito migram através da corrente migratória rostral para o bulbo olfatório e se diferenciam ainda mais em tipos específicos de células neurais.
- Células gliais radiais encontradas em regiões em desenvolvimento do cérebro, principalmente no córtex. Essas células progenitoras são facilmente identificadas por seu longo processo radial.
- Células estromais da medula óssea encontradas na epiderme e constituem 10% das células progenitoras. Muitas vezes são classificadas como células-tronco devido à sua alta plasticidade e potencial de capacidade ilimitada de autorrenovação.
- O periósteo contém células progenitoras que se desenvolvem em osteoblastos e condroblastos.
- As células progenitoras pancreáticas estão entre os progenitores mais estudados.[14]Eles são usados em pesquisas para desenvolver uma cura contra o diabetes tipo 1.
- Angioblastos ou células progenitoras endoteliais (CPE). Estes são muito importantes para pesquisas sobre fraturas e cicatrização de feridas.[15]
- Os blastócitos estão envolvidos na geração de linfócitos B e T, que participam das respostas imunes.[16][14]
- As células limite da crista neural formam uma barreira entre as células do sistema nervoso central e as células do sistema nervoso periférico.[17] Células-tronco da crista neural limite promovem a sobrevivência de neurônios motores SOD1 mutantes.[18]